# Caeciliusoidea
Super-famille
Familles de rang inférieur
- Amphipsocidae
- Caeciliusidae
- Dasydemellidae
- Stenopsocidae

Les Caeciliusoidea sont une super-famille d'insectes de l'ordre des Psocoptera, du sous-ordre des Psocomorpha et de l'infra-ordre des Caeciliusetae.